# Броніславув (Равський повіт)
Броніславув (пол. Bronisławów) — село в Польщі, у гміні Біла-Равська Равського повіту Лодзинського воєводства.
Населення — 86 осіб (2011).
У 1975-1998 роках село належало до Скерневицького воєводства.

## Демографія
Демографічна структура станом на 31 березня 2011 року:
|          | Загалом | Допрацездатний вік | Працездатний вік | Постпрацездатний вік |
| -------- | ------- | ------------------ | ---------------- | -------------------- |
| Чоловіки | 43      | 12                 | 27               | 4                    |
| Жінки    | 43      | 12                 | 15               | 16                   |
| Разом    | 86      | 24                 | 42               | 20                   |